# Podzamek (Golub-Dobrzyń)
Podzamek – część miasta Golubia-Dobrzynia, położona w jego połnocej części, w rejonie ulicy Słuchajskiej i Dworcowej.
Znajduje się tutaj zniszczony dworzec kolejowy dawnego miasta Golubia.

## Historia
Dawniej południowa część wsi Podzamek Golubski w powiecie wąbrzeskim w województwie pomorskim. W 1934 w granicach nowej zbiorowej gminy Podzamek Golubski, gdzie we wrześniu 1934 utworzył gromadę.
Po wojnie nadal w gminie Podzamek Golubski w powiecie wąbrzeskim, od 1950 w województwie bydgoskim. W związku z reformą administracyjną kraju jesienią 1954 część Podzamku Golubskiego przy stacji kolejowej Golub (230 ha) włączono do Golubia-Dobrzynia, tworząc obecną część miasta Podzamek.